# Wayne Brady
Wayne Brady, rodným jménem Wayne Alphonso Brady (2. června 1972, Columbus, Georgie), je americký herec, scenárista, dabér a zpěvák. V Česku se proslavil především jako James Stinson v komediálním seriálu Jak jsem poznal vaši matku, kde hrál homosexuálního bratra hlavní postavy Barneyho, jehož představitelem byl Neil Patrick Harris. Ve své domovině je ale Wayne známý především díky jeho show Whose Line Is It Anyway?, jejíž českou obdobou je Partička. Má také vlastní talk show Wayne Brady Show. V roce 2015 získal cenu Academy of Science Fiction.

## Osobní život

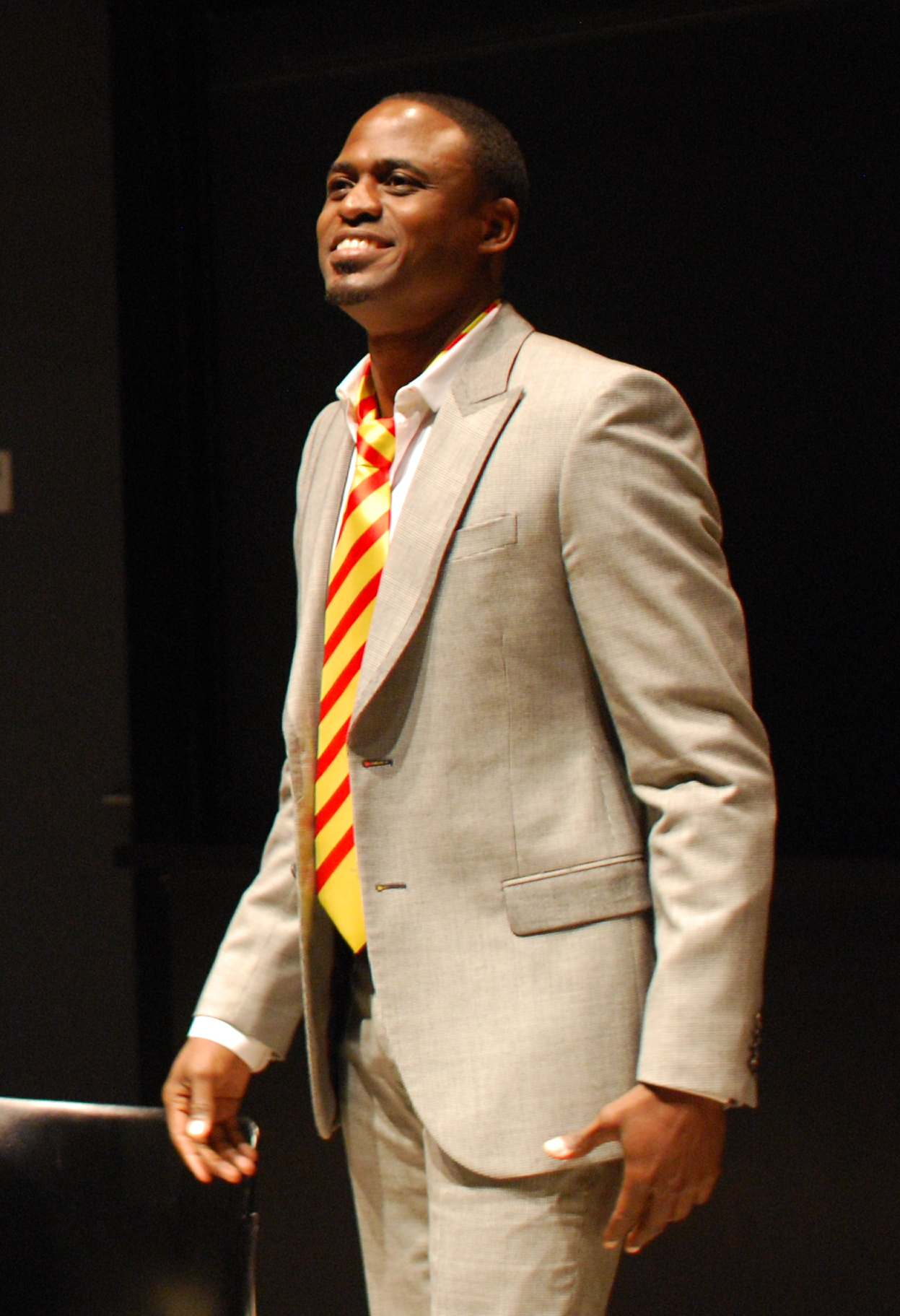
Wayne Brady v roce 2011

Wayne Brady se narodil v Columbusu v Georgii západoindickým rodičům. V dětském věku se přestěhoval do Orlanda na Floridě a začal žít s babičkou a tetou. On sám svoji babičku, Valerii Petersenovou, oslovoval „mami“, dodává, že to byla ona, kdo ho vychovávala, nikoliv jeho pravá matka.
V šestnácti letech začal Brady hrát v divadle, kde začal rozvíjet i své improvizační schopnostmi. Současně také navštěvoval Dr. Phillips High School v Orlandu a roku 1989 zde absolvoval. Později přiznal, že především na základní škole si procházel šikanou a koktal. Roku 1990 se zapsal na univerzitu v Miami. V roce 1996 se přestěhoval do Los Angeles v Kalifornii, kde i nadále rozvíjel své herecké schopnosti. V roce 2007 se Brady stal oficiálním patronem společnosti Ronald McDonald House Charities a také členem skupiny Friends of RMHC.
Brady byl dvakrát ženatý. Dne 31. prosince 1993 se oženil s Diane Lasso, ale již o dva roky později, roku 1995, se dne 21. září rozvedli. Znovu se oženil 3. dubna 1999 a to s tanečnicí Mandie Taketovou. S Mandií má dceru jménem Maile Masako Brady (* 3. února 2003). I s ní se ale Wayne rozvedl. 2. července 2007 oficiálně požádal o rozvod, nežili spolu však již od dubna roku 2006.
V roce 2013 prohlásil Bill Maher (americký stand-up komik a moderátor) o Baracku Obamovi a Waynu Bradym že „nejsou dost černí“. Brady si to vzal osobně a na oplátku prohlásil: „Buďte opatrní, když budete dělat taková prohlášení, vaši diváci pravděpodobně získají stejné stereotypní předpoklady o černých lidech.“ 
V listopadu 2014 Wayne v rozhovoru s Entertainment Tonight, že trpí depresemi a při svých 42. narozeninách se duševně zhroutil. Největší podíl na zotavení podle jeho slov měla bývalá manželka Taketová.

## Kariéra
Wayne Brady oficiálně zahájil svoji kariéru v roce 1998 jako jeden z improvizovacích divadelních umělců v původní britské verzi pořadu Whose Line Is It Anyway? a to spolu s Ryanem Stilesem, Colinem Mochriem a Clivem Andersonem. Poté začal utvářet americkou verzi tohoto pořadu s Drewem Careym, čímž se dostal do Hollywoodu. V roce 2003 Wayne Brady získal Cenu Primetime Emmy za individuální výkon. V roce 2001 založil vlastní estrádní show, kterou nazval Wayne Brady Show. Show, která trvala po dvě sezóny, získala čtyři Daytime Emmy Awards. Brady také psal a zpíval ústřední melodii pro Disney animovaný seriál The Weekenders. Asi největší Bradyho role ale přišla, když se přihlásil na konkurz do Jak jsem poznal vaši matku a získal roli homosexuálního bratra Barneyho; Jamese. Po větší část seriálu se James na scéně neobjevuje, častěji je ho tam možné vidět v posledních dvou sériích.

### Filmografie

#### Filmy a seriály
- Nebojácné pastelky (2014)
- Phineas a Ferb: Star Wars (2014)
- Sofie První: Kletba princezny Ivy (2014)
- Sofia the First: Holiday In Enchancia (2013)
- Sofie První (2013)
- Sofie První: Plovoucí zámek (2013)
- 1982 (2013)
- Foodfight! (2012)
- It Has Begun: Bananapocalypse (2012)
- Sofie První: Byla nebyla jedna princezna (2012)
- Dirt (2007)
- Seznam (2007)
- Crossover (2006)
- Getting Along Famously (2006)
- Shorty McShorts' Shorts (2006)
- Studio 30 Rock (2006)
- Everybody Hates Chris (2005)
- Jak jsem poznal vaši matku (2005)
- Robot Chicken (2005)
- Roll bounce (2005)
- Tohle u nás neděláme (2005)
- Cliffordovo neobyčejné dobrodružství (2004)
- Higglytown Heroes (2004)
- Kevin Hill (2004)
- Motown 45 (2004)
- Uvidíme na žíněnce (2004)
- Electric Piper, The (2003)
- Chappelle's Show (2003)
- Reno 911! (2003)
- American Dreams (2002)
- Geppetto (2000)
- Girlfriends (2000)
- Batman budoucnosti (1999)
- Vinyl Justice (1998)
- Hvězdná brána (1997)
- Kancelářská krysa (1995)
- On Promised Land (19940)
- Clarissa vám to vysvětlí (1991)
- Horký vítr z jihu (1991)
- In the Heat of the Night(1991)
- Superboy (1988)
- Mladí a neklidní (1973)

#### TV pořady
- 68. ročník udílení cen Tony Awards (2014)
- 40. ročník People's Choice Awards (2014)
- Hollywood Game Night (2013)
- Comedy Central Roast of Roseanne (2012)
- The Jeff Probst Show (2012)
- Trust Us with Your Life (2012)
- Fast and Loose (2011)
- 38. ročník udílení cen Daytime Emmy (2011)
- Talk show bez zábran (2010)
- 37. ročník udílení cen Daytime Emmy (2010)
- An Evening of Stars: Tribute to Patti LaBelle (2009)
- The Doctors (2008)
- TV Guide Live at the Emmy Awards (2008)
- The Wendy Williams Show (2008)
- Celebrity Duets (2006)
- Comic Relief 2006 (2006)
- Nick Cannon Presents Wild 'N Out (2005)
- Jimmy Kimmel Live! (2003)
- Show Sharon Osbourneové (2003)
- 30. ročník udílení cen Daytime Emmy (2003)
- 55. ročník udílení cen Emmy (2003)
- The Anna Nicole Show (2002)
- Last Call with Carson Daly (2002)
- Show Wayna Bradyho (2001)
- 53. ročník udílení cen Emmy (2001)
- 52. ročník udílení ce Emmy (2000)
- The Martin Short Show (1999)
- Hollywood Squares (1998)
- Whose Line Is It Anyway? (1998)
- Show Rosie O'Donnellové (1996)
- MADtv (1995)
- Noční show Conana O'Briena (1993)
- Noční Show Jaye Lenoe (1992)
- Entertainment Tonight (1981)